# Joseph Ducreux
Joseph, Barão de Ducreux (Nancy, 26 de junho de 1735 — entrada de Paris a Saint-Denis, 24 de julho de 1802) foi um retratista, pastelista, miniaturista e gravador francês, que foi um bem-sucedido retratista da corte de Luís XVI de França, e pôde voltar à sua carreira após a Revolução Francesa. Seus retratos menos formais mostram um interesse em expandir o alcance das expressões faciais para além daquelas dos retratos oficiais.

## Vida e carreira

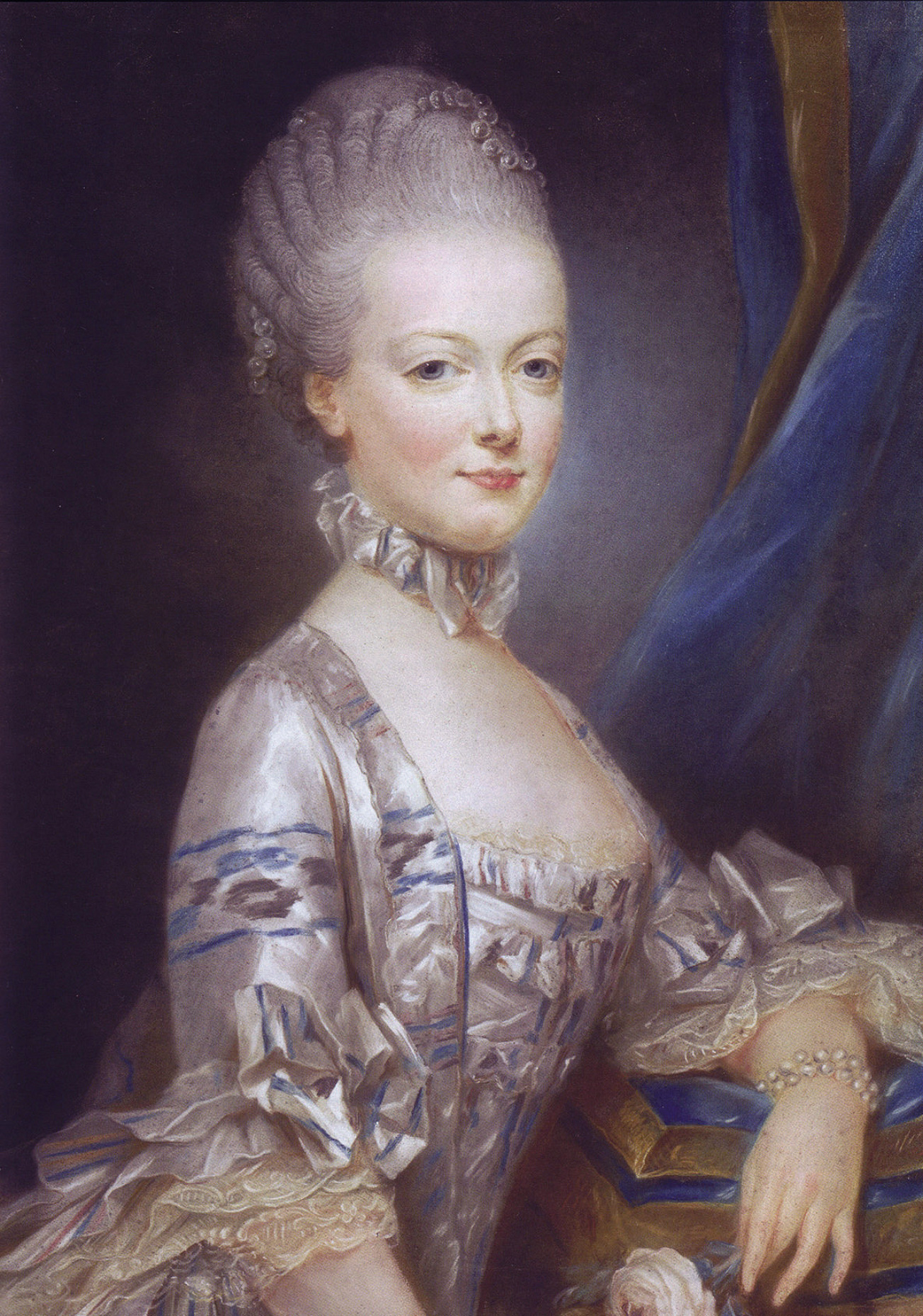
Maria Antonieta, em 1769; este retrato foi enviado ao delfim, para que ele pudesse ver sua noiva antes de conhecê-la.

Nascido em Nancy, Ducreux pode ter treinado com seu pai, que também era pintor. Quando Ducreux foi a Paris em 1760, treinou como único estudante do pastelista Maurice Quentin de La Tour, que se especializou na pintura de retratos. Jean-Baptiste Greuze foi uma influência importante na técnica de pintura a óleo de Ducreux.
Em 1769, Ducreux foi enviado a Viena para pintar uma miniatura de Maria Antonieta antes que ela deixasse a cidade em 1770 e se casasse com Luís XVI de França. Ducreux foi feito barão e premier peintre de la reine (Primeiro Pintor da Rainha) em recompensa por seus serviços. Ducreux recebeu essa nomeação de Maria Antonieta mesmo não sendo membro da Academia Real de Pintura e Escultura, fundada em 1648. A academia era estritamente hierárquica e os cargos de pintor primário, pintor ordinário e inspetor ou inspetor geral de oficinas reais eram costumeiramente reservador a membros da academia.
Depois da eclosão da Revolução Francesa, Ducreux viajou a Londres. Lá ele desenhou o último retrato conhecido de Luís XVI antes da execução do rei.
Jacques-Louis David se tornou um dos associados de Ducreux quando este retornou a Paris em 1793. David ajudou Ducreux a continuar sua carreira. A residência de Ducreux tornou-se um salão informal para artistas e músicos, que encomendavam retratos dele. Um desses músicos era seu amigo Étienne Méhul, que teria baseado o personagem principal de uma de suas óperas em Ducreux.
Ducreux teve vários filhos. Seu filho mais velho, Jules, foi um pintor e capitão de infantaria que morreu na Batalha de Jemappes; algumas de suas pinturas ainda existem. Seus demais filhos faleceram ainda jovens. Sua filha mais velha, Rose-Adélaïde Ducreux, também se tornou pintora.

## Trabalhos

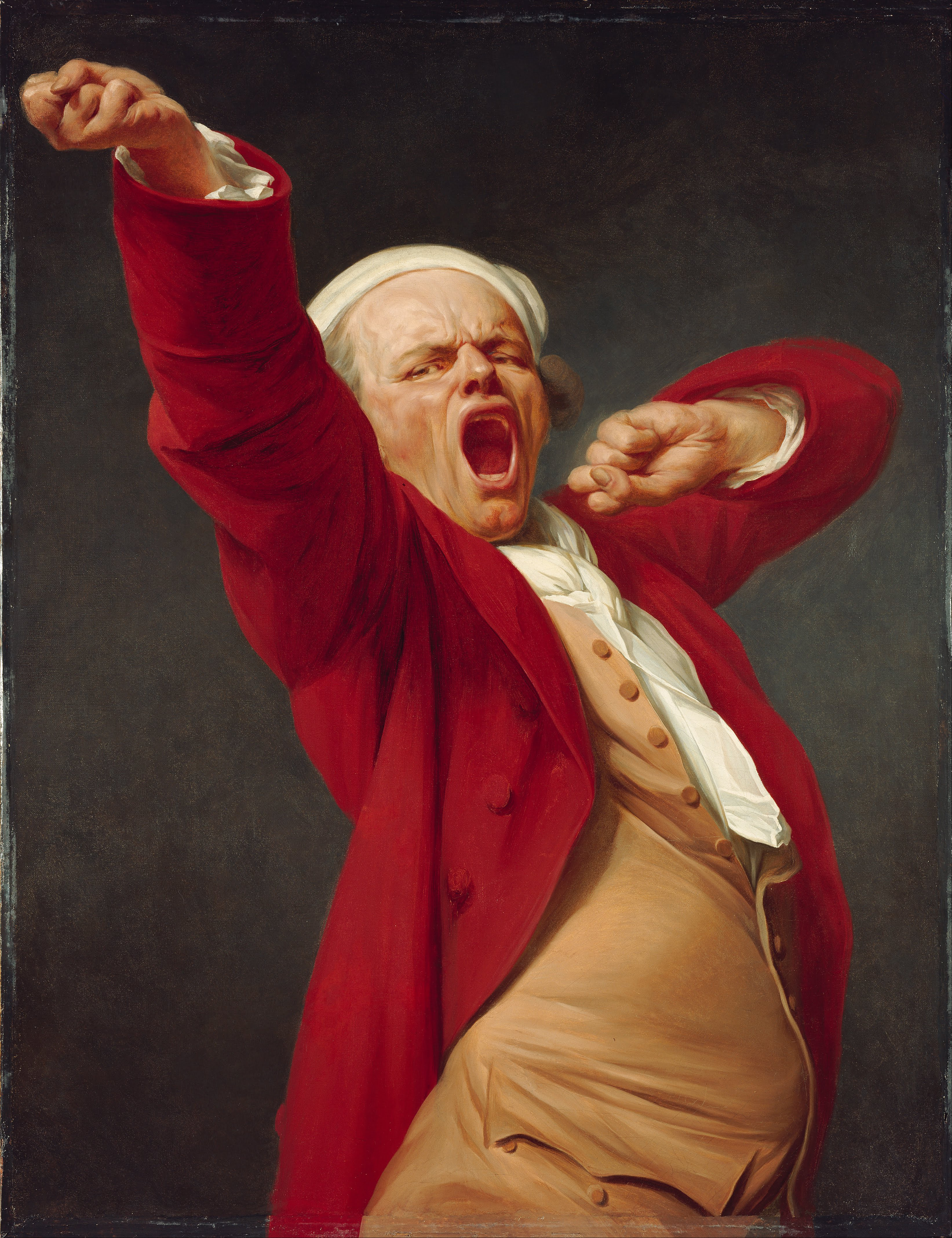
Autorretrato "bocejando" (ca. 1783)

Ducreux se especializou na pintura de retratos e seus primeiros trabalhos eram feitos em pastel e incluem aqueles feitos dos connoisseurs Pierre-Jean Mariette, o Conde de Caylus e Ange-Laurent de la Live de July. Estes trabalhos podem ter sido copiados depois de De la Tour. A partir de 1760, Ducreux manteve uma lista de seus trabalhos, mas ao longo de sua vida, ele raramente assinava suas pinturas. Portanto, muitos de seus trabalhos continuam erroneamente atribuídos a outros artistas.
Outros retratos feitos por Ducreux incluem aqueles de Pierre Choderlos de Laclos e Maria Teresa da Áustria, assim como os citados acima de Luís XVI e Maria Antonieta. Ducreux fez também auto-retratos bem conhecidos nos anos 1780 e 1790, incluindo um (hoje na coleção do Getty Center em Los Angeles; c. 1783, à direita) no qual ele pintou a si mesmo no meio de um grande bocejo. Em outro, Portrait de l'artiste sous les traits d'un moqueur (c. 1793, Louvre; acima, à direita), o artista ri e aponta para o espectador.
Como se evidencia por estes auto-retratos, Ducreux tentou se libertar das restrições da pintura de retratos tradicional. Interessado em fisiognomia, a crença de que o estudo e julgamento da aparência de uma pessoa (principalmente a face) reflete seu caráter ou personalidade, ele tentou capturar a personalidade das pessoas às quais pintava, assim como a sua própria, através de suas obras quentes e individualistas. Le Discret (ca. 1790), por exemplo, é um retrato de um homem pedindo silêncio. Sua expressão é temerosa, seu dedo está pressionado contra sua boca em sinal de que ele silenciosamente pede discrição ou prudência.
Sobre isto, seus retratos lembram os tronies da pintura da Era de Ouro dos Países Baixos, e as "cabeças de personagens" de seu contemporâneo, o escultor austríaco Franz Xaver Messerschmidt (1736–1783), do qual alguns de seus bustos eram auto-retratos com expressões extremas.

## Galeria

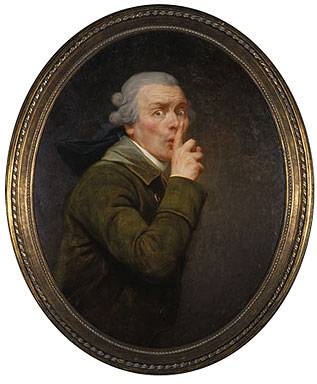
Le Discret (ca. 1790) - ver texto
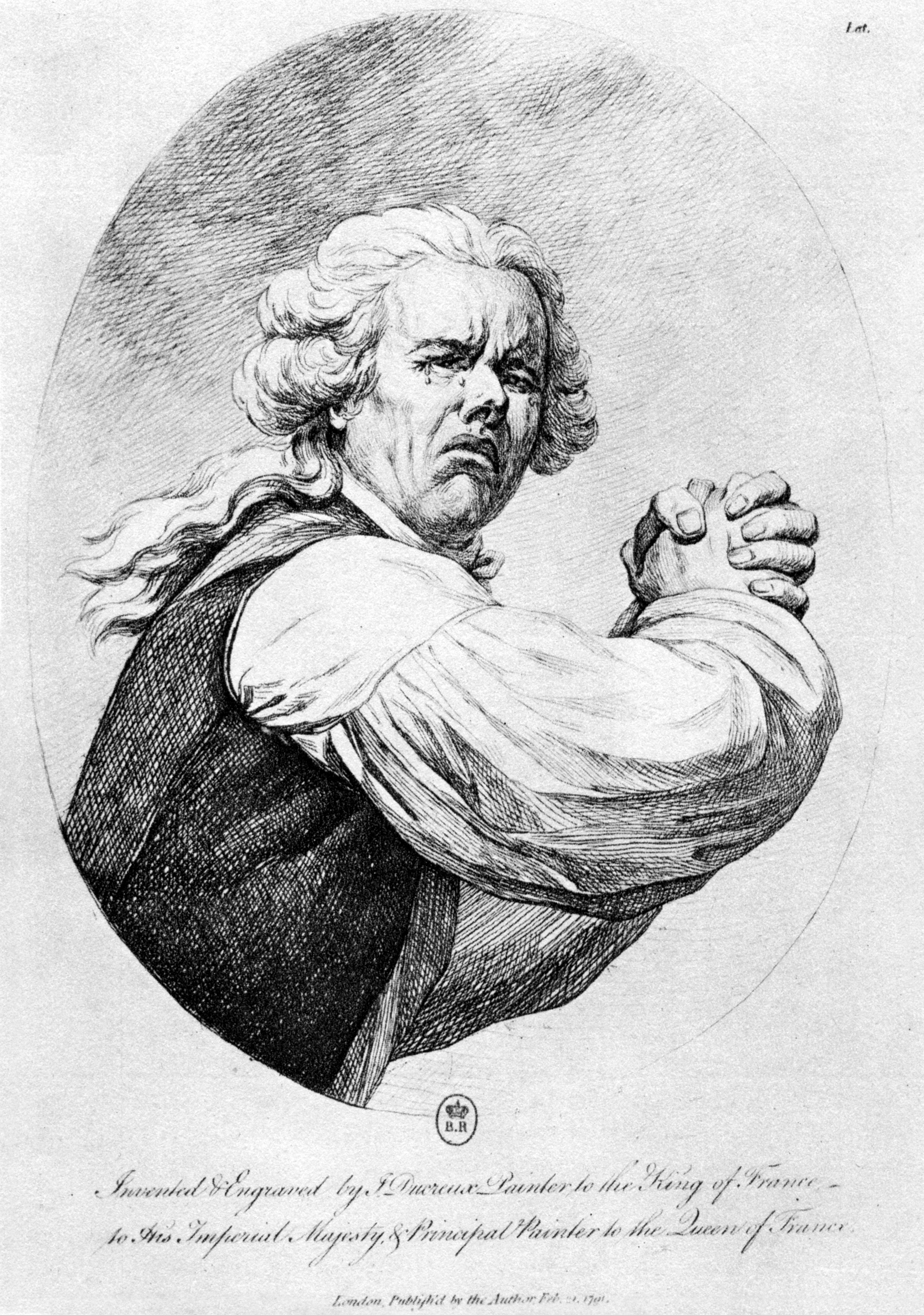
Gravura a Água-forte por Ducreux, 1791
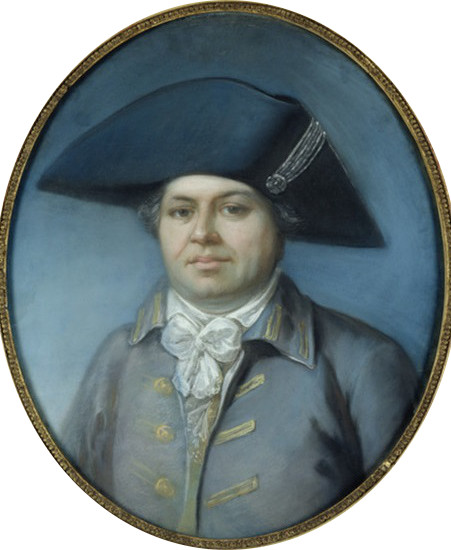
Georges Cadoudal, 1800